# Persone di nome Sergio
| Questa pagina contiene informazioni ricavate automaticamente dalle voci biografiche con l'ausilio del template Bio e di un bot. L'aggiornamento è periodico e automatico e ricostruisce completamente la pagina. Se manca una persona in questa lista, sei pregato di non aggiungerla, ma accertati piuttosto che la sua voce biografica contenga il template Bio e che i dati anagrafici siano correttamente compilati. Se il template Bio manca, inseriscilo tu stesso o, in alternativa, metti l'avviso {{tmp\|Bio}} che ne segnala la mancanza. Se i dati riportati sono sbagliati, correggi direttamente la voce biografica; le modifiche saranno visibili in questa lista entro pochi giorni. Per chiarimenti vedi il progetto antroponimi. La lista contiene solo le 895 persone che sono citate nell'enciclopedia e per le quali è stato implementato correttamente il template Bio. Pagina aggiornata al 22 lug 2025. |

Questa è una lista di persone presenti nell'enciclopedia che hanno il nome Sergio, suddivise per attività principale.

## Agronomi(1)
- Sergio de Novales y Sainz de Baranda, agronomo e politico spagnolo (Valle de Mena, n. 1864 - Toledo, † 1921)

## Allenatori di calcio(38)
- Sergio Almaguer, allenatore di calcio e ex calciatore messicano (Monterrey, n. 1969)
- Sergio Angulo, allenatore di calcio e ex calciatore colombiano (Ibagué, n. 1960)
- Sergio Bagatti, allenatore di calcio e ex calciatore italiano (Olbia, n. 1949)
- Sergio Batista, allenatore di calcio e ex calciatore argentino (Buenos Aires, n. 1962)
- Sergio Battistini, allenatore di calcio e ex calciatore italiano (Massa, n. 1963)
- Sergio Campolo, allenatore di calcio e ex calciatore italiano (Reggio Calabria, n. 1972)
- Sergio Carpanesi, allenatore di calcio e ex calciatore italiano (La Spezia, n. 1936)
- Sergio Clerici, allenatore di calcio e ex calciatore brasiliano (San Paolo, n. 1941)
- Sergio Eberini, allenatore di calcio e ex calciatore italiano (Monza, n. 1954)
- Sergio Francisco, allenatore di calcio e ex calciatore spagnolo (Irun, n. 1979)
- Sergio Galeazzi, allenatore di calcio e ex calciatore italiano (Premosello-Chiovenda, n. 1965)
- Sergio González, allenatore di calcio e ex calciatore spagnolo (L'Hospitalet de Llobregat, n. 1976)
- Sergio Guenza, allenatore di calcio e calciatore italiano (Roma, n. 1933 - Roma, † 2020)
- Sergio Ibarra, allenatore di calcio e ex calciatore argentino (Río Cuarto, n. 1973)
- Sergio Lobera, allenatore di calcio e dirigente sportivo spagnolo (Saragozza, n. 1977)
- Sergio Maddè, allenatore di calcio e ex calciatore italiano (Dresano, n. 1946)
- Sergio Manente, allenatore di calcio e calciatore italiano (Udine, n. 1924 - Udine, † 1993)
- Sergio Marcon, allenatore di calcio e ex calciatore italiano (Cormons, n. 1970)
- Sergio Markarián, allenatore di calcio uruguaiano (Montevideo, n. 1944)
- Sergio Melta, allenatore di calcio e ex calciatore australiano (n. 1954)
- Sergio Mora Sánchez, allenatore di calcio e ex calciatore spagnolo (Madrid, n. 1979)
- Sergio Orduña, allenatore di calcio e ex calciatore messicano (Xochitepec, n. 1954)
- Sergio Órteman, allenatore di calcio e ex calciatore uruguaiano (Montevideo, n. 1978)
- Sergio Pelegrín, allenatore di calcio e ex calciatore spagnolo (Barcellona, n. 1979)
- Sergio Petrelli, allenatore di calcio e ex calciatore italiano (Ascoli Piceno, n. 1944)
- Sergio Pini, allenatore di calcio e ex calciatore italiano (Siena, n. 1936)
- Sergio Porrini, allenatore di calcio e ex calciatore italiano (Milano, n. 1968)
- Sergio Ramírez, allenatore di calcio e ex calciatore uruguaiano (Treinta y Tres, n. 1951)
- Sergio Reggiani, allenatore di calcio e ex calciatore italiano (Correggio, n. 1948)
- Sergio Riva, allenatore di calcio e calciatore italiano (Scanzorosciate, n. 1924)
- Sergio Rodríguez Martínez, allenatore di calcio e ex calciatore spagnolo (Logroño, n. 1978)
- Sergio Rondina, allenatore di calcio e ex calciatore argentino (San Antonio de Padua, n. 1971)
- Sergio Rossetti, allenatore di calcio e ex calciatore italiano (Verolanuova, n. 1944)
- Sergio Santarini, allenatore di calcio e ex calciatore italiano (Rimini, n. 1947)
- Sergio Spuri, allenatore di calcio e ex calciatore italiano (Fabriano, n. 1962)
- Sergio Sánchez Sánchez, allenatore di calcio e ex calciatore spagnolo (Carbayín Alto, n. 1977)
- Sergio Volpi, allenatore di calcio e ex calciatore italiano (Orzinuovi, n. 1974)
- Sergio Zanetti, allenatore di calcio e ex calciatore argentino (Avellaneda, n. 1967)

## Allenatori di calcio a 5(2)
- Sergio Gargelli, allenatore di calcio a 5 italiano (Firenze, n. 1974)
- Sergio Tabbia, allenatore di calcio a 5 italiano (Torino, n. 1961)

## Allenatori di hockey su ghiaccio(1)
- Sergio Momesso, allenatore di hockey su ghiaccio e ex hockeista su ghiaccio canadese (Montréal, n. 1965)

## Allenatori di pallacanestro(4)
- Sergio Curinga, allenatore di pallacanestro italiano († 2018)
- Sergio Santos Hernández, allenatore di pallacanestro argentino (Bahía Blanca, n. 1963)
- Sergio Scariolo, allenatore di pallacanestro italiano (Brescia, n. 1961)
- Sergio Valdeolmillos, allenatore di pallacanestro spagnolo (Granada, n. 1967)

## Allenatori di pallavolo(1)
- Sergio Busato, allenatore di pallavolo italiano (Resana, n. 1966)

## Allenatori di tennis(1)
- Sergio Casal, allenatore di tennis e ex tennista spagnolo (Barcellona, n. 1962)

## Alpinisti(2)
- Sergio Martini, alpinista italiano (Lizzanella, n. 1949)
- Sergio Viotto, alpinista italiano (Courmayeur, n. 1928 - Courmayeur, † 1964)

## Ammiragli(1)
- Sergio Biraghi, ammiraglio e agente segreto italiano (Milano, n. 1941)

## Antropologi(1)
- Sergio Sergi, antropologo italiano (Messina, n. 1878 - Roma, † 1972)

## Arbitri di calcio(3)
- Sergio Coppetelli, ex arbitro di calcio italiano (Roma, n. 1946)
- Sergio Gonella, arbitro di calcio italiano (Asti, n. 1933 - Calliano, † 2018)
- Sergio Pezzotta, ex arbitro di calcio argentino (Rosario, n. 1967)

## Architetti(6)
- Sergio Asti, architetto e designer italiano (Milano, n. 1926 - Milano, † 2021)
- Sergio Galeotti, architetto e stilista italiano (Pietrasanta, n. 1945 - Milano, † 1985)
- Sergio Larraín García-Moreno, architetto cileno (Santiago del Cile, n. 1905 - Santiago del Cile, † 1999)
- Sergio Lenci, architetto italiano (Napoli, n. 1927 - Roma, † 2001)
- Sergio Los, architetto italiano (Marostica, n. 1934 - Bassano del Grappa, † 2024)
- Sergio Ortolani, architetto italiano (Roma, n. 1913 - † 1984)

## Arcieri(1)
- Sergio Pagni, arciere italiano (Lucca, n. 1979)

## Arcivescovi(2)
- Sergio I di Costantinopoli, arcivescovo e politico bizantino (Siria - Costantinopoli, † 638)
- Sergio II di Gerusalemme, arcivescovo bizantino († 911)

## Arcivescovi cattolici(4)
- Sergio Der Abrahamian, arcivescovo cattolico armeno (Alexandropol, n. 1868 - Roma, † 1952)
- Sergio Alfredo Fenoy, arcivescovo cattolico argentino (Rosario, n. 1959)
- Sergio Alfredo Gualberti Calandrina, arcivescovo cattolico e missionario italiano (Clusone, n. 1945)
- Sergio Hernán Pérez de Arce Arriagada, arcivescovo cattolico cileno (Quillota, n. 1963)

## Artisti(4)
- Sergio Lombardo, artista italiano (Roma, n. 1939)
- Sergio Sarra, artista e ex cestista italiano (Pescara, n. 1961)
- Sergio Valle Duarte, artista e fotografo brasiliano (San Paolo, n. 1954)
- Sergio de Castro, artista argentino (Buenos Aires, n. 1922 - Parigi, † 2012)

## Artisti marziali misti(1)
- Sergio Pettis, artista marziale misto statunitense (Milwaukee, n. 1993)

## Assassini seriali(2)
- Sergio Cosimini, serial killer italiano (Firenze, n. 1963)
- Sergio Curreli, serial killer italiano (Arbus, n. 1960)

## Astronomi(2)
- Sergio Barros, astronomo cileno
- Sergio Foglia, astronomo italiano (Milano, n. 1972)

## Atleti(1)
- Sergio Rossetti, atleta italiano (Monfalcone, n. 1944 - Venezia, † 1997)

## Atleti paralimpici(1)
- Sergio Sánchez Hernández, ex atleta paralimpico spagnolo (n. 1968)

## Attori(40)
- Sergio Albelli, attore italiano (Pescia, n. 1965)
- Sergio Arcuri, attore italiano (Anagni, n. 1974)
- Sergio Assisi, attore italiano (Napoli, n. 1972)
- Sergio Bergonzelli, attore, regista e sceneggiatore italiano (Alba, n. 1924 - Roma, † 2002)
- Sergio Bonilla, attore e doppiatore messicano (n. 1974)
- Sergio Bustric, attore italiano (Firenze, n. 1952)
- Sergio Caballero, attore spagnolo (Vila-real, n. 1974)
- Sergio Castellitto, attore, regista e sceneggiatore italiano (Roma, n. 1953)
- Sergio Di Giulio, attore, doppiatore e direttore del doppiaggio italiano (Milano, n. 1945 - Roma, † 2019)
- Sergio Di Pinto, attore italiano (Roma, n. 1955)
- Sergio Di Stefano, attore, doppiatore e direttore del doppiaggio italiano (Roma, n. 1939 - Roma, † 2010)
- Sergio Fantoni, attore, doppiatore e regista teatrale italiano (Roma, n. 1930 - Milano, † 2020)
- Sergio Filippini, attore svizzero (Arbedo-Castione, n. 1938 - Comano, † 2014)
- Sergio Fiorentini, attore, doppiatore e direttore del doppiaggio italiano (Roma, n. 1934 - Roma, † 2014)
- Sergio Forconi, attore italiano (San Casciano in Val di Pesa, n. 1941)
- Sergio Friscia, attore, showman e conduttore televisivo italiano (Palermo, n. 1971)
- Sergio Gibello, attore e doppiatore italiano (Torino, n. 1931 - Roma, † 2022)
- Sergio Goyri, attore messicano (Puebla de Zaragoza, n. 1958)
- Sergio Graziani, attore, doppiatore e direttore del doppiaggio italiano (Udine, n. 1930 - Roma, † 2018)
- Sergio Hernández, attore cileno (Valparaíso, n. 1957)
- Sergio Masieri, attore e direttore del doppiaggio italiano (Prato, n. 1943)
- Sergio Matteucci, attore, doppiatore e conduttore radiofonico italiano (Roma, n. 1931 - Roma, † 2020)
- Sergio Mendizábal, attore spagnolo (San Sebastián, n. 1920 - † 2005)
- Sergio Mur, attore spagnolo (Madrid, n. 1977)
- Sergio Múñiz, attore, cantante e modello spagnolo (Bilbao, n. 1975)
- Sergio Nicolai, attore italiano (Roma, n. 1945)
- Sergio Romano, attore italiano (Brescia, n. 1965)
- Sergio Rossi, attore e doppiatore italiano (Valmontone, n. 1921 - Roma, † 1998)
- Sergio Rubini, attore, regista e sceneggiatore italiano (Grumo Appula, n. 1959)
- Sergio Sagnotti, attore e stuntman italiano (Roma, n. 1927 - Roma, † 1980)
- Sergio Sgrilli, attore, comico e cantante italiano (Follonica, n. 1968)
- Sergio Solli, attore italiano (Napoli, n. 1944 - Agerola, † 2023)
- Alan Steel, attore e culturista italiano (Roma, n. 1931 - Roma, † 2015)
- Sergio Tardioli, attore italiano (Spello, n. 1938 - Civitavecchia, † 2023)
- Sergio Tedesco, attore, doppiatore e tenore italiano (La Spezia, n. 1928 - Perugia, † 2012)
- Sergio Testori, attore e stuntman italiano (Roma, n. 1935 - Roma, † 2007)
- Sergio Tramonti, attore, scenografo e pittore italiano (Ravenna, n. 1946)
- Sergio Troiano, attore e doppiatore italiano (Casale Monferrato, n. 1958)
- Sergio Tofano, attore, regista e fumettista italiano (Roma, n. 1886 - Roma, † 1973)
- Sergio Vastano, attore, comico e cabarettista italiano (Roma, n. 1952)

## Attori teatrali(1)
- Sergio Lucchetti, attore teatrale e doppiatore italiano (Genova, n. 1958)

## Aviatori(1)
- Sergio Guidorzi, aviatore italiano (Sermide, n. 1912 - Mar Mediterraneo, † 1942)

## Avvocati(2)
- Sergio Scicchitano, avvocato italiano (Isca sullo Ionio, n. 1955)
- Sergio Spazzali, avvocato e attivista italiano (Trieste, n. 1936 - Miramas, † 1994)

## Banchieri(2)
- Sergio Ermotti, banchiere e manager svizzero (Lugano, n. 1960)
- Sergio Siglienti, banchiere e economista italiano (Sassari, n. 1926 - Milano, † 2020)

## Bassisti(1)
- Sergio Vega, bassista statunitense (n. 1970)

## Batteristi(2)
- Sergio Barlozzi, batterista italiano (Genova, n. 1960)
- Sergio Pescara, batterista italiano (Milano, n. 1960)

## Biatleti(1)
- Sergio Bonaldi, ex biatleta e fondista italiano (San Giovanni Bianco, n. 1978)

## Bobbisti(6)
- Sergio Mocellini, bobbista italiano (Varna, n. 1936 - Vipiteno, † 2004)
- Sergio Pompanin, bobbista italiano (Cortina d'Ampezzo, n. 1939)
- Sergio Riva, ex bobbista italiano (Bergamo, n. 1983)
- Sergio Siorpaes, ex bobbista italiano (Cortina d'Ampezzo, n. 1934)
- Sergio Zanon, bobbista italiano (Cortina d'Ampezzo, n. 1957)
- Sergio Zardini, bobbista italiano (Torino, n. 1931 - Lake Placid, † 1966)

## Cabarettisti(1)
- Sergio Cosentino, cabarettista e autore televisivo italiano (Brescia, n. 1962)

## Canottieri(2)
- Sergio Ghiatto, canottiere italiano (Venezia, n. 1928 - Venezia, † 2012)
- Sergio Tagliapietra, canottiere italiano (Burano, n. 1935 - Venezia, † 2022)

## Cantanti(6)
- Sergio Centi, cantante e attore italiano (Roma, n. 1924 - Sabaudia, † 2002)
- Sergio D'Ottavi, cantante, paroliere e autore televisivo italiano (Roma, † 2012)
- Sergio Leonardi, cantante e attore italiano (Roma, n. 1943)
- Sergio Menegale, cantante e compositore italiano (Milano, n. 1946)
- Sergio Renda, cantante, attore e doppiatore italiano (Moncalieri, n. 1926 - Cremona, † 2016)
- Sérgio Ricardo, cantante, compositore e regista brasiliano (Marília, n. 1932 - Rio de Janeiro, † 2020)

## Cantautori(8)
- Sergio Agostini, cantautore, compositore e paroliere italiano (Roma)
- Sergio Bassi, cantautore italiano (Codogno, n. 1949 - Crema, † 2020)
- Sergio Cammariere, cantautore e pianista italiano (Crotone, n. 1960)
- Sergio Caputo, cantautore e chitarrista italiano (Roma, n. 1954)
- Sergio Endrigo, cantautore italiano (Pola, n. 1933 - Roma, † 2005)
- Sergio Laccone, cantautore e compositore italiano (Bari, n. 1958)
- Enrico Maria Papes, cantautore e batterista italiano (Milano, n. 1941)
- Sergio Pizzorno, cantautore, polistrumentista e produttore discografico britannico (Newton Abbot, n. 1980)

## Cardinali(4)
- Sergio Guerri, cardinale e arcivescovo cattolico italiano (Tarquinia, n. 1905 - Città del Vaticano, † 1992)
- Sergio Obeso Rivera, cardinale e arcivescovo cattolico messicano (Xalapa, n. 1931 - Coatepec, † 2019)
- Sergio Pignedoli, cardinale e arcivescovo cattolico italiano (Felina, n. 1910 - Reggio Emilia, † 1980)
- Sergio Sebastiani, cardinale e arcivescovo cattolico italiano (Montemonaco, n. 1931 - Roma, † 2024)

## Cestisti(28)
- Sergio Aispurúa, ex cestista argentino (Ciudadela, n. 1964)
- Sergio Biaggi, ex cestista e allenatore di pallacanestro italiano (Monza, n. 1960)
- Sergio Borlenghi, cestista italiano (Reggio Emilia, n. 1955 - Reggio Emilia, † 1997)
- Sergio Brusa Pasquè, cestista e ingegnere italiano (Varese, n. 1923 - Varese, † 1990)
- Sergio de la Fuente, cestista spagnolo (Vitoria, n. 1989)
- Sergio Dell'Acqua, cestista e calciatore svizzero (Lugano, n. 1937 - Lugano, † 2023)
- Sergio Donadoni, ex cestista italiano (Caserta, n. 1956)
- Sergio El Darwich, cestista libanese (Dekwaneh - Mar Roukouz - Daher al Hosein, n. 1996)
- Sergio Ferrer, ex cestista cubano (n. 1975)
- Sergio Ferriani, cestista italiano (Bologna, n. 1925 - Bologna, † 2001)
- Sergio Holguín, cestista messicano (Ciudad Juárez, n. 1929)
- Sergio Kerusch, ex cestista statunitense (Memphis, n. 1989)
- Sergio Llorente, cestista spagnolo (Madrid, n. 1990)
- Sergio Llull, cestista spagnolo (Mahón, n. 1987)
- Sergio Macoratti, cestista italiano (Gradisca d'Isonzo, n. 1933 - Monfalcone, † 2000)
- Sergio Marelli, cestista e dirigente sportivo italiano (Varese, n. 1926 - Varese, † 2006)
- Sergio Mastroianni, ex cestista italiano (Casagiove, n. 1965)
- Sergio Matto, cestista uruguaiano (Canelones, n. 1930 - Itajaí, † 1990)
- Sergio Paganella, cestista, allenatore di pallacanestro e imprenditore italiano (Serravalle a Po, n. 1911 - Milano, † 1992)
- Sergio Pérez Anagnostou, ex cestista e dirigente sportivo spagnolo (Madrid, n. 1979)
- Sergio Pisano, cestista uruguaiano (Montevideo, n. 1941 - Montevideo, † 2017)
- Sergio Plumari, ex cestista italiano (Garbagnate Milanese, n. 1986)
- Sergio de Randamie, ex cestista surinamese (Paramaribo, n. 1984)
- Sergio Rizzi, cestista italiano (Alzano Lombardo, n. 1956 - † 1989)
- Sergio Rodríguez Febles, cestista spagnolo (Los Realejos, n. 1993)
- Sergio Sánchez Cárdenas, ex cestista spagnolo (La Línea de la Concepción, n. 1981)
- Sergio Stefanini, cestista italiano (Marostica, n. 1922 - Manerba del Garda, † 2009)
- Sergio Taveras, ex cestista dominicano (Santo Domingo, n. 1953)

## Chimici(1)
- Sergio Carrà, chimico e fisico italiano (Milano, n. 1929)

## Chitarristi(3)
- Sergio Coppotelli, chitarrista e compositore italiano (Roma, n. 1929 - Frascati, † 2016)
- Sergio Farina, chitarrista, compositore e arrangiatore italiano (Milano, n. 1954)
- Sergio Fabian Lavia, chitarrista e compositore argentino (Buenos Aires, n. 1964)

## Ciclisti su strada(18)
- Sergio Barbero, ex ciclista su strada italiano (Sala Biellese, n. 1969)
- Sergio Carcano, ex ciclista su strada italiano (Varese, n. 1966)
- Sergio Carrasco, ex ciclista su strada spagnolo (Puerto Serrano, n. 1985)
- Sergio de Lis, ex ciclista su strada spagnolo (San Sebastián, n. 1986)
- Sergio Finazzi, ex ciclista su strada italiano (Seriate, n. 1964)
- Sergio Ghisalberti, ex ciclista su strada italiano (San Giovanni Bianco, n. 1979)
- Sergio Henao, ciclista su strada colombiano (Rionegro, n. 1987)
- Sergio Higuita, ciclista su strada colombiano (Medellín, n. 1997)
- Sergio Maggini, ciclista su strada italiano (Seano, n. 1920 - Quarrata, † 2021)
- Sergio Marinangeli, ex ciclista su strada italiano (Gualdo Tadino, n. 1980)
- Sergio Martín, ex ciclista su strada spagnolo (Galapagar, n. 1996)
- Sergio Pagliazzi, ciclista su strada italiano (Firenze, n. 1926 - Lido di Camaiore, † 2017)
- Sergio Pardilla, ex ciclista su strada spagnolo (Membrilla, n. 1984)
- Sergio Samitier, ciclista su strada spagnolo (Barbastro, n. 1995)
- Sergio Santimaria, ex ciclista su strada italiano (Vigevano, n. 1957)
- Sergio Scremin, ex ciclista su strada italiano (Piazzola sul Brenta, n. 1963)
- Sergio Toigo, ciclista su strada e ciclocrossista italiano (Feltre, n. 1924 - Torino, † 2015)
- Sergio Tu, ciclista su strada taiwanese (Taipei, n. 1997)

## Clavicembalisti(1)
- Sergio Vartolo, clavicembalista, organista e direttore d'orchestra italiano (Bologna, n. 1944)

## Compositori(8)
- Sergio Chierici, compositore e direttore di coro italiano (La Spezia, n. 1966)
- Sergio Maltagliati, compositore, programmatore e artista italiano (Pescia, n. 1960)
- Sergio Monterisi, compositore e direttore d'orchestra italiano (Barletta, n. 1970)
- Sergio Nigri, compositore e flautista italiano (Bisceglie, n. 1804 - Bisceglie, † 1839)
- Sergio Ortega, compositore e pianista cileno (Antofagasta, n. 1938 - Parigi, † 2003)
- Sergio Ortone, compositore, chitarrista e cantante italiano (Napoli, n. 1952)
- Sergio Pagoni, compositore italiano (Roma, † 1994)
- Sergio Rendine, compositore italiano (Napoli, n. 1954 - Pescara, † 2023)

## Condottieri(1)
- Sergio degli Onesti, condottiero e nobile italiano (Ravenna)

## Conduttori radiofonici(1)
- Sergio Sironi, conduttore radiofonico e comico italiano (Carate Brianza, n. 1966)

## Coreografi(1)
- Sergio Trujillo, coreografo colombiano (Cali, n. 1963)

## Costumisti(1)
- Sergio Ballo, costumista italiano (Arquà Polesine, n. 1956)

## Criminali(2)
- Sergio Picciafuoco, criminale italiano (Osimo, n. 1945 - Castelfidardo, † 2022)
- Sergio Virtù, criminale italiano (Roma, n. 1959)

## Critici cinematografici(3)
- Sergio Arecco, critico cinematografico, storico del cinema e traduttore italiano (Novi Ligure, n. 1945)
- Sergio Frosali, critico cinematografico, giornalista e saggista italiano (Certaldo, n. 1923 - Riano, † 2011)
- Sergio Grmek Germani, critico cinematografico, saggista e autore televisivo italiano (Trieste, n. 1950)

## Critici letterari(2)
- Sergio Pent, critico letterario e scrittore italiano (Sant'Antonino di Susa, n. 1952)
- Sergio Solmi, critico letterario, poeta e avvocato italiano (Rieti, n. 1899 - Milano, † 1981)

## Culturisti(1)
- Sergio Oliva, culturista e sollevatore cubano (Guanabacoa, n. 1941 - Chicago, † 2012)

## Cuochi(1)
- Sergio Maria Teutonico, cuoco, scrittore e personaggio televisivo italiano (Milano, n. 1971)

## Danzatori(1)
- Sergio Bernal Alonso, danzatore e coreografo spagnolo (Madrid, n. 1990)

## Designer(3)
- Sergio Robbiano, designer italiano (Palermo, n. 1966 - Torriglia, † 2014)
- Sergio Ruffolo, designer, pittore e scultore italiano (Cosenza, n. 1916 - Tivoli, † 1989)
- Sergio Scaglietti, designer e imprenditore italiano (Modena, n. 1920 - Modena, † 2011)

## Diplomatici(4)
- Sergio Balanzino, diplomatico italiano (Bologna, n. 1934 - Bruxelles, † 2018)
- Sergio Berlinguer, diplomatico e politico italiano (Sassari, n. 1934 - Roma, † 2021)
- Sergio Romano, diplomatico, storico e giornalista italiano (Vicenza, n. 1929)
- Sergio Vento, diplomatico italiano (Roma, n. 1938)

## Direttori artistici(1)
- Sergio Fintoni, direttore artistico e saggista italiano (Firenze, n. 1944)

## Direttori d'orchestra(3)
- Sergio Alapont, direttore d'orchestra spagnolo (Benicàssim)
- Sergio La Stella, direttore d'orchestra e pianista italiano (Roma, n. 1955)
- Sergio Lauricella, direttore d'orchestra e compositore italiano (Napoli, n. 1921 - Genova, † 2008)

## Direttori della fotografia(3)
- Sergio D'Offizi, direttore della fotografia italiano (Roma, n. 1934)
- Sergio Pesce, direttore della fotografia italiano (Napoli, n. 1916 - Roma, † 1995)
- Sergio Salvati, direttore della fotografia italiano (Roma, n. 1934)

## Direttori di coro(1)
- Sergio Maccagnan, direttore di coro italiano (n. 1938 - Laives, † 2014)

## Direttori teatrali(1)
- Sergio Escobar, direttore teatrale e dirigente pubblico italiano (Milano, n. 1950)

## Dirigenti d'azienda(6)
- Sergio Balbinot, dirigente d'azienda italiano (Tarvisio, n. 1958)
- Sergio Cusani, ex dirigente d'azienda italiano (Napoli, n. 1948)
- Sergio De Luca, dirigente d'azienda italiano (Zungoli, n. 1950)
- Sergio Marchionne, dirigente d'azienda italiano (Chieti, n. 1952 - Zurigo, † 2018)
- Sergio Noja Noseda, dirigente d'azienda e arabista italiano (Pola, n. 1931 - Lesa, † 2008)
- Sergio Sellitto, dirigente d'azienda italiano (Napoli, n. 1961)

## Dirigenti sportivi(11)
- Sergio Bernardo Almirón, dirigente sportivo e ex calciatore argentino (Santa Fe, n. 1980)
- Sergio Alonso, dirigente sportivo e ex giocatore di calcio a 5 spagnolo (Madrid, n. 1978)
- Sergio Borgo, dirigente sportivo, allenatore di calcio e ex calciatore italiano (Soncino, n. 1953)
- Sergio Floccari, dirigente sportivo e ex calciatore italiano (Vibo Valentia, n. 1981)
- Sergio Gasparin, dirigente sportivo e allenatore di calcio italiano (Schio, n. 1952)
- Sergio Liberatore, dirigente sportivo e ex hockeista su ghiaccio italiano (Canazei, n. 1964)
- Sergio Mantecón, dirigente sportivo, allenatore di calcio e ex calciatore spagnolo (Madrid, n. 1980)
- Sergio Pellissier, dirigente sportivo e ex calciatore italiano (Aosta, n. 1979)
- Sergio Rodríguez Gómez, dirigente sportivo e ex cestista spagnolo (San Cristóbal de La Laguna, n. 1986)
- Sergio Saleri, dirigente sportivo italiano (Lumezzane, n. 1929 - † 2019)
- Sergio Vignoni, dirigente sportivo italiano (Cologne, n. 1956)

## Disegnatori(1)
- Sergio Giardo, disegnatore e fumettista italiano (Torino, n. 1964)

## Doppiatori(2)
- Sergio Luzi, doppiatore e direttore del doppiaggio italiano (Roma, n. 1957)
- Sergio Romanò, doppiatore, dialoghista e direttore del doppiaggio italiano (Milano, n. 1957)

## Drammaturghi(4)
- Sergio Blanco, drammaturgo e regista uruguaiano (Montevideo, n. 1971)
- Sergio Pacelli, drammaturgo e regista cinematografico italiano (n. 1948 - † 2007)
- Sergio Pierattini, drammaturgo e attore italiano (Sondrio, n. 1958)
- Sergio Pugliese, drammaturgo e giornalista italiano (Ivrea, n. 1908 - Roma, † 1965)

## Economisti(3)
- Sergio Paronetto, economista e politico italiano (Morbegno, n. 1911 - Roma, † 1945)
- Sergio Ricossa, economista italiano (Torino, n. 1927 - Torino, † 2016)
- Sergio Steve, economista italiano (La Spezia, n. 1915 - Roma, † 2006)

## Editori(1)
- Sergio Giunti, editore italiano (Firenze, n. 1937)

## Etnomusicologi(1)
- Sergio Liberovici, etnomusicologo e compositore italiano (Torino, n. 1930 - Torino, † 1991)

## Fagottisti(1)
- Sergio Penazzi, fagottista e direttore d'orchestra italiano (Verona, n. 1934 - † 1979)

## Fantini(1)
- Sergio Fancera, fantino italiano

## Filologi(1)
- Sergio Casali, filologo classico e latinista italiano (Varazze, n. 1969)

## Filosofi(5)
- Sergio Givone, filosofo italiano (Buronzo, n. 1944)
- Sergio Landucci, filosofo e storico della filosofia italiano (Sarzana, n. 1938)
- Sergio Moravia, filosofo e antropologo italiano (Bologna, n. 1940 - Firenze, † 2020)
- Sergio di Reshaina, filosofo, scrittore e traduttore siro (Costantinopoli, † 536)
- Sergio Sorrentino, filosofo italiano (Carbonara di Nola, n. 1942)

## Fisici(4)
- Sergio Doplicher, fisico e matematico italiano (Trieste, n. 1940)
- Sergio Ferrara, fisico italiano (Roma, n. 1945)
- Sergio Focardi, fisico italiano (Firenze, n. 1932 - Bologna, † 2013)
- Sergio Fubini, fisico italiano (Torino, n. 1928 - Nyon, † 2005)

## Flautisti(1)
- Sergio Zampetti, flautista italiano (Milano, n. 1971 - Saronno, † 2014)

## Fondisti(1)
- Sergio Rigoni, ex fondista italiano (Asiago, n. 1986)

## Fotografi(5)
- Sergio Larrain, fotografo cileno (Santiago del Cile, n. 1931 - Ovalle, † 2012)
- Sergio Perdomi, fotografo italiano (Ostiglia, n. 1887 - Riva del Garda, † 1935)
- Sergio Ramazzotti, fotografo, giornalista e scrittore italiano (Milano, n. 1965)
- Sergio Strizzi, fotografo italiano (Roma, n. 1931 - Roma, † 2004)
- Sergio Zavattieri, fotografo e artista italiano (Palermo, n. 1970)

## Francesisti(1)
- Sergio Cigada, francesista e editore italiano (Milano, n. 1933 - Milano, † 2010)

## Fumettisti(14)
- Sergio Algozzino, fumettista italiano (Palermo, n. 1978)
- Angese, fumettista italiano (Roma, n. 1947 - Perugia, † 2008)
- Sergio Aragonés, fumettista e scrittore spagnolo (San Mateo, n. 1937)
- Sergio Asteriti, fumettista italiano (Venezia, n. 1930 - Milano, † 2024)
- Sergio Badino, fumettista e saggista italiano (Genova, n. 1979)
- Sergio Barletta, fumettista e illustratore italiano (Bologna, n. 1934)
- Sergio Bonelli, fumettista e editore italiano (Milano, n. 1932 - Monza, † 2011)
- Sergio Gerasi, fumettista e musicista italiano (Milano, n. 1978)
- Sergio Montipò, fumettista, disegnatore e calciatore italiano (Milano, n. 1918)
- Sergio Rosi, fumettista italiano (Roma, n. 1926 - Roma, † 2008)
- Sergio Tisselli, fumettista e illustratore italiano (Bologna, n. 1957 - Monzuno, † 2020)
- Sergio Toppi, fumettista e illustratore italiano (Milano, n. 1932 - Milano, † 2012)
- Sergio Tuis, fumettista e pittore italiano (San Donà di Piave, n. 1935 - Cermenate, † 2019)
- Sergio Zaniboni, fumettista italiano (Torino, n. 1937 - Giaveno, † 2017)

## Funzionari(1)
- Sergio, funzionario bizantino (Zeugma)

## Generali(5)
- Sergio Arellano Stark, generale cileno (Santiago del Cile, n. 1921 - Santiago del Cile, † 2016)
- Sergio Costa, generale, poliziotto e politico italiano (Napoli, n. 1959)
- Sergio Antonio Scalese, generale italiano (Soleto, n. 1959)
- Sergio, generale bizantino
- Sergio Siracusa, generale italiano (Napoli, n. 1937)

## Geografi(1)
- Sergio Marazzi, geografo italiano (Cesano Maderno, n. 1941 - Varese, † 2019)

## Geologi(1)
- Sergio Venzo, geologo e paleontologo italiano (Rovereto, n. 1908 - Parma, † 1978)

## Ginnasti(1)
- Sergio Muñoz, ginnasta spagnolo (Soria, n. 1989)

## Giocatori di calcio a 5(5)
- Sergio Barrientos, ex giocatore di calcio a 5 costaricano (n. 1967)
- Sergio Bonilla, ex giocatore di calcio a 5 spagnolo (n. 1965)
- Sergio González, giocatore di calcio a 5 spagnolo (Montcada i Reixac, n. 1997)
- Sergio Lozano, ex giocatore di calcio a 5 spagnolo (Madrid, n. 1988)
- Sergio Romano, giocatore di calcio a 5 italiano (Roma, n. 1987)

## Giocatori di football americano(1)
- Sergio Kindle, giocatore di football americano statunitense (Los Angeles, n. 1987)

## Giornalisti(21)
- Sergio Borelli, giornalista italiano (Milano, n. 1923 - Roma, † 2021)
- Sergio Calabrese, giornalista e scrittore italiano (Chiaramonte Gulfi, n. 1944)
- Sergio Canciani, giornalista italiano (Trieste, n. 1946 - Trieste, † 2022)
- Sergio Civinini, giornalista e scrittore italiano (Pistoia, n. 1929 - Roma, † 1987)
- Sergio Criscuoli, giornalista e conduttore televisivo italiano (Milano, n. 1954)
- Sergio De Gregorio, giornalista e politico italiano (Napoli, n. 1960)
- Sergio Echigo, giornalista, dirigente sportivo e ex calciatore brasiliano (San Paolo, n. 1945)
- Sergio Ferraris, giornalista italiano (Vercelli, n. 1960)
- Sergio Frau, giornalista italiano (Roma, n. 1948)
- Sergio Lepri, giornalista e saggista italiano (Firenze, n. 1919 - Roma, † 2022)
- Sergio Mancinelli, giornalista, conduttore televisivo e conduttore radiofonico italiano (Roma, n. 1956)
- Sergio Neri, giornalista italiano (Rimini, n. 1934)
- Sergio Pipan, giornalista e saggista italiano (Trieste, n. 1942)
- Sergio Rebelli, giornalista, conduttore televisivo e conduttore radiofonico italiano (Trieste, n. 1967)
- Sergio Rizzo, giornalista, saggista e politico italiano (Ivrea, n. 1956)
- Sergio Staino, giornalista, fumettista e vignettista italiano (Piancastagnaio, n. 1940 - Firenze, † 2023)
- Sergio Tavčar, giornalista e telecronista sportivo italiano (Trieste, n. 1950)
- Sergio Tazzer, giornalista e scrittore italiano (Treviso, n. 1946)
- Sergio Telmon, giornalista italiano (Casalecchio di Reno, n. 1920 - Bologna, † 1995)
- Sergio Valzania, giornalista, autore televisivo e storico italiano (Firenze, n. 1951)
- Sergio Zavoli, giornalista, scrittore e politico italiano (Ravenna, n. 1923 - Trevignano Romano, † 2020)

## Giuristi(7)
- Sergio Bartole, giurista italiano (Genova, n. 1936)
- Sergio Cosmai, giurista italiano (Bisceglie, n. 1949 - Cosenza, † 1985)
- Sergio Cotta, giurista e filosofo italiano (Firenze, n. 1920 - Firenze, † 2007)
- Sergio De Pilato, giurista e critico letterario italiano (Potenza, n. 1875 - Potenza, † 1956)
- Sergio Donnorso, giurista e politico italiano (Napoli - Napoli)
- Sergio Moro, giurista e politico brasiliano (Maringá, n. 1972)
- Sergio Panunzio, giurista, politologo e filosofo italiano (Molfetta, n. 1886 - Roma, † 1944)

## Golfisti(1)
- Sergio García Fernández, golfista spagnolo (Castellón de la Plana, n. 1980)

## Hockeisti su pista(3)
- Sergio Festa, ex hockeista su pista e allenatore di hockey su pista italiano (Matera, n. 1985)
- Sergio Franchi, hockeista su pista e allenatore di hockey su pista italiano (n. 1945 - † 1988)
- Sergio Nanotti, hockeista su pista e allenatore di hockey su pista italiano (Novara, n. 1925 - Fara Novarese, † 2001)

## Illustratori(3)
- Sergio Ponchione, illustratore e fumettista italiano (Asti, n. 1975)
- Sergio Ruzzier, illustratore, scrittore e traduttore italiano (Milano, n. 1966)
- Sergio Trama, illustratore e grafico italiano (Genova, n. 1963)

## Imprenditori(9)
- Sergio Bernardini, imprenditore, impresario teatrale e produttore televisivo italiano (Parigi, n. 1925 - Asti, † 1993)
- Sergio Cassingena, imprenditore e dirigente sportivo italiano (Il Cairo, n. 1951)
- Sergio Cragnotti, imprenditore e dirigente sportivo italiano (Roma, n. 1940)
- Sergio Loro Piana, imprenditore italiano (Milano, n. 1948 - Milano, † 2013)
- Sergio Mantegazza, imprenditore svizzero (Lugano, n. 1927 - Lugano, † 2024)
- Sergio Mulitsch di Palmenberg, imprenditore e filantropo italiano (Trieste, n. 1923 - Londra, † 1987)
- Sergio Pininfarina, imprenditore, carrozziere e designer italiano (Torino, n. 1926 - Torino, † 2012)
- Sergio Porcedda, imprenditore italiano (Cagliari, n. 1959)
- Sergio Rossi, imprenditore e dirigente sportivo italiano (Torino, n. 1923 - Torino, † 2004)

## Ingegneri(4)
- Sergio Limone, ingegnere italiano (Torino, n. 1948)
- Sergio Musmeci, ingegnere italiano (Roma, n. 1926 - Roma, † 1981)
- Sergio Sartorelli, ingegnere e designer italiano (Alessandria, n. 1928 - Torino, † 2009)
- Sergio Stefanutti, ingegnere aeronautico italiano (Udine, n. 1906 - Roma, † 1992)

## Karateka(1)
- Sergio Pretta, karateka italiano (Torino, n. 1998)

## Linguisti(2)
- Sergio Gilardino, linguista italiano (Asigliano Vercellese, n. 1945)
- Sergio Perosa, linguista, critico letterario e traduttore italiano (Chioggia, n. 1933)

## Liutai(1)
- Sergio Peresson, liutaio italiano (Udine, n. 1913 - Haddonfield, New Jersey, † 1991)

## Lottatori(1)
- Sergio Armenise, lottatore italiano (n. 1967)

## Magistrati(2)
- Sergio Morgana, magistrato, politico e avvocato italiano (Ozieri, n. 1907 - Sassari, † 1971)
- Sergio Santoro, ex magistrato italiano (Roma, n. 1951)

## Maratoneti(1)
- Sergio Chiesa, maratoneta e fondista di corsa in montagna italiano (Villa d'Almè, n. 1972)

## Matematici(2)
- Sergio Campanato, matematico italiano (Venezia, n. 1930 - Pisa, † 2005)
- Sergio Spagnolo, matematico italiano (La Spezia, n. 1941)

## Medici(1)
- Sergio Pecorelli, medico italiano (Brescia, n. 1944)

## Medievisti(1)
- Sergio Mochi Onory, medievista e storico italiano (Cagli, n. 1902 - Milano, † 1953)

## Mezzofondisti(2)
- Sergio Agnoli, mezzofondista e maratoneta italiano (Roma, n. 1926 - Roma, † 2021)
- Sergio Sánchez, mezzofondista spagnolo (La Pola de Gordón, n. 1982)

## Militari(14)
- Sergio Abate, militare italiano (Napoli, n. 1909 - Monte Dunun, † 1936)
- Sergio Bresciani, militare italiano (Salò, n. 1924 - El Alamein, † 1942)
- Sergio Bronzi, militare italiano (La Spezia, n. 1912 - Masia de Las Fuentes, † 1938)
- Sergio De Vitis, militare e partigiano italiano (Lettopalena, n. 1920 - Sangano, † 1944)
- Sergio Forti, militare e partigiano italiano (Trieste, n. 1920 - Norcia, † 1944)
- Sergio Gallo, militare italiano (Mondragone, n. 1964)
- Sergio Laghi, militare italiano (Trieste, n. 1913 - Mai Ceu, † 1936)
- Sergio Magri, militare e aviatore italiano (Brescia, n. 1916 - Palma di Maiorca, † 1938)
- Sergio Massa, militare italiano (Faenza, n. 1909 - Kukës, † 1941)
- Sergio Nesi, militare e scrittore italiano (Corticella, n. 1918 - Bologna, † 2013)
- Sergio Sammartino, militare italiano (Agnone, n. 1915 - Russia, † 1943)
- Sergio Sartof, ufficiale e aviatore italiano (Roma, n. 1913 - Africa Settentrionale Italiana, † 1940)
- Sergio I di Napoli, militare italiano (Napoli, † 864)
- Sergio Vescovo, militare italiano (Gorizia, n. 1921 - Ssolonzy, † 1942)

## Mimi(1)
- Sergio Procopio, mimo italiano (Rho, n. 1965)

## Monaci cristiani(1)
- Sergio di Cesarea, monaco cristiano romano († 304)

## Montatori(2)
- Sergio Montanari, montatore italiano (Roma, n. 1937 - Roma, † 1999)
- Sergio Nuti, montatore e regista italiano (Roma, n. 1945 - Roma, † 2012)

## Multiplisti(1)
- Sergio Pandiani, multiplista argentino (Maciá, n. 1997)

## Musicisti(2)
- Sergio Messina, musicista, produttore discografico e autore televisivo italiano (n. 1959)
- Sergio Moschetto, musicista, chitarrista e cantautore italiano (Torino, n. 1968)

## Musicologi(1)
- Sergio Sablich, musicologo e saggista italiano (Bolzano, n. 1951 - Firenze, † 2005)

## Neuroscienziati(1)
- Sergio Della Sala, neuroscienziato italiano (Milano, n. 1955)

## Nuotatori(4)
- Sergio Caleca, ex nuotatore italiano
- Sergio Chiarandini, ex nuotatore italiano (Roma, n. 1968)
- Sergio De Gregorio, nuotatore italiano (Roma, n. 1946 - Brema, † 1966)
- Sergio López Miró, ex nuotatore spagnolo (Barcellona, n. 1968)

## Ostacolisti(2)
- Sergio Guzmán, ostacolista e velocista cileno (n. 1924 - Peñaflor, † 2016)
- Sergio Liani, ex ostacolista italiano (Roma, n. 1943)

## Pallanuotisti(1)
- Sergi Pedrerol, ex pallanuotista spagnolo (Molins de Rei, n. 1969)

## Pallavolisti(3)
- Sergio Guerra, pallavolista e allenatore di pallavolo italiano (Cesena, n. 1944 - Ravenna, † 2015)
- Sergio Noda, pallavolista spagnolo (L'Avana, n. 1987)
- Sergio Veljak, pallavolista e allenatore di pallavolo italiano (Trieste, n. 1944 - Trieste, † 2006)

## Papi(4)
- Papa Sergio I, papa, cardinale e vescovo italiano (Palermo, n. 650 - Roma, † 701)
- Papa Sergio II, papa e vescovo italiano (Roma - Roma, † 847)
- Papa Sergio III, papa e vescovo italiano (Roma - Roma, † 911)
- Papa Sergio IV, papa, cardinale e vescovo italiano (Roma - Roma, † 1012)

## Parolieri(1)
- Sergio Bardotti, paroliere e produttore discografico italiano (Pavia, n. 1939 - Roma, † 2007)

## Partigiani(8)
- Sergio Alpron, partigiano italiano (Verona, n. 1910 - Savona, † 1944)
- Sergio Bellone, partigiano e ingegnere italiano (Milano, n. 1915 - San Giorio, † 2000)
- Sergio Kasman, partigiano italiano (Genova, n. 1920 - Milano, † 1944)
- Sergio Oliaro, partigiano italiano (Casale Monferrato, n. 1925 - Moncalvo, † 1945)
- Sergio Sabatini, partigiano italiano (Oneglia, n. 1925 - Garessio, † 1944)
- Sergio Serafini, partigiano italiano (Milano, n. 1922 - Val d'Ossola, † 1944)
- Sergio Tavernari, partigiano italiano (Forlì, n. 1923 - Milano, † 1944)
- Sergio Toja, partigiano italiano (Luserna San Giovanni, n. 1923 - Bibiana, † 1944)

## Pedagogisti(2)
- Sergio De Giacinto, pedagogista italiano (Belluno, n. 1921 - Monza, † 1989)
- Sergio Neri, pedagogista, insegnante e educatore italiano (San Felice sul Panaro, n. 1937 - Modena, † 2000)

## Personaggi televisivi(1)
- Sergio Baracco, personaggio televisivo italiano (Camposampiero, n. 1959)

## Pianisti(7)
- Sergio Cafaro, pianista italiano (Roma, n. 1924 - † 2005)
- Sergio Calligaris, pianista, compositore e pedagogo argentino (Rosario, n. 1941 - Roma, † 2023)
- Sergio Cossu, pianista, compositore e polistrumentista italiano (Milano, n. 1960)
- Sergio Fiorentino, pianista italiano (Napoli, n. 1927 - Napoli, † 1998)
- Sergio Perticaroli, pianista italiano (Roma, n. 1930 - Roma, † 2019)
- Sergio Salvatore, pianista statunitense (n. 1981)
- Sergio Tiempo, pianista argentino (Caracas, n. 1972)

## Piloti automobilistici(6)
- Sergio Barbasio, ex pilota automobilistico italiano (Genova, n. 1940)
- Sergio Campana, pilota automobilistico italiano (Reggio Emilia, n. 1986)
- Sergio Canamasas, ex pilota automobilistico spagnolo (Madrid, n. 1986)
- Sergio Hernández, pilota automobilistico spagnolo (Jávea, n. 1983)
- Sergio Mantovani, pilota automobilistico italiano (Cusano Milanino, n. 1929 - Milano, † 2001)
- Sergio Pérez, pilota automobilistico messicano (Guadalajara, n. 1990)

## Piloti di rally(1)
- Sergio Cresto, copilota di rally statunitense (New York, n. 1956 - Castirla, † 1986)

## Piloti motociclistici(4)
- Sergio Gadea, pilota motociclistico spagnolo (Puçol, n. 1984)
- Sergio García, pilota motociclistico spagnolo (Burriana, n. 2003)
- Sergio Pellandini, pilota motociclistico svizzero (Arbedo-Castione, n. 1955)
- Sergio Pinza, pilota motociclistico italiano (n. 1930 - Lonate Pozzolo, † 2006)

## Pistard(1)
- Sergio Bianchetto, ex pistard e ciclista su strada italiano (Torre di Padova, n. 1939)

## Pittori(15)
- Sergio Belloni, pittore italiano (Piacenza, n. 1925 - Mentone, † 2005)
- Sergio Bonfantini, pittore italiano (Novara, n. 1910 - Novara, † 1989)
- Sergio Burzi, pittore e illustratore italiano (Bologna, n. 1901 - Bologna, † 1954)
- Sergio Ceccotti, pittore e incisore italiano (Roma, n. 1935)
- Sergio Dangelo, pittore e illustratore italiano (Milano, n. 1932 - Milano, † 2022)
- Sergio Nicolò De Bellis, pittore italiano (Castellana Grotte, n. 1898 - Milano, † 1946)
- Sergio Donnini, pittore e partigiano italiano (Firenze, n. 1920 - Roma, † 2006)
- Sergio Franzoi, pittore italiano (Lido di Venezia, n. 1929 - Venezia, † 2022)
- José Aparicio, pittore spagnolo (Alicante, n. 1773 - Madrid, † 1838)
- Sergio Romiti, pittore italiano (Bologna, n. 1928 - Bologna, † 2000)
- Sergio Saroni, pittore italiano (Torino, n. 1934 - Torino, † 1991)
- Sergio Scatizzi, pittore e poeta italiano (Gragnano, n. 1918 - Firenze, † 2009)
- Sergio Selva, pittore italiano (Roma, n. 1919 - Roma, † 1980)
- Sergio Tarquinio, pittore, incisore e illustratore italiano (Cremona, n. 1925)
- Sergio Vacchi, pittore italiano (Castenaso, n. 1925 - Siena, † 2016)

## Poeti(2)
- Sergio Badilla Castillo, poeta e traduttore cileno (Valparaíso, n. 1947)
- Sergio Corazzini, poeta italiano (Roma, n. 1886 - Roma, † 1907)

## Polistrumentisti(1)
- Sergio Reggioli, polistrumentista italiano (Recanati, n. 1970)

## Presbiteri(2)
- Sergio Lanza, presbitero e teologo italiano (Morbegno, n. 1945 - Roma, † 2012)
- Sergio Marcianò, presbitero, compositore e organista italiano (Roma, n. 1922 - Chiuro, † 2007)

## Procuratori sportivi(2)
- Sergio Fortunato, procuratore sportivo e ex calciatore argentino (Mar del Plata, n. 1956)
- Sergio Zárate, procuratore sportivo e ex calciatore argentino (Haedo, n. 1969)

## Produttori cinematografici(2)
- Sergio Galiano, produttore cinematografico e attore italiano (Roma, n. 1942 - Roma, † 2016)
- Sergio Pelone, produttore cinematografico italiano (Roma, n. 1947 - Roma, † 2023)

## Produttori discografici(1)
- Sergio Cerruti, produttore discografico e disc jockey italiano (Roma, n. 1975)

## Psichiatri(1)
- Sergio Piro, psichiatra italiano (Palma Campania, n. 1927 - Napoli, † 2009)

## Psicoanalisti(1)
- Sergio Benvenuto, psicoanalista, filosofo e scrittore italiano (Napoli, n. 1948)

## Pugili(2)
- Sergio Caprari, pugile italiano (Civita Castellana, n. 1932 - Faleria, † 2015)
- Sergio Gabriel Martínez, ex pugile argentino (Avellaneda, n. 1975)

## Rapper(2)
- Stor, rapper svedese (Spånga-Kista församling, n. 1987)
- Gunna, rapper statunitense (College Park, n. 1993)

## Registi(22)
- Sergio Basso, regista, scrittore e sceneggiatore italiano (Milano, n. 1975)
- Sergio Bazzini, regista e sceneggiatore italiano (Pistoia, n. 1935 - Roma, † 2025)
- Sergio Cabrera, regista e diplomatico colombiano (Medellín, n. 1950)
- Sergio Capogna, regista cinematografico, sceneggiatore e montatore italiano (Roma, n. 1926 - Roma, † 1977)
- Sergio Citti, regista e sceneggiatore italiano (Roma, n. 1933 - Roma, † 2005)
- Sergio Colabona, regista, autore televisivo e sceneggiatore italiano (Velletri, n. 1961)
- Sergio Corbucci, regista e sceneggiatore italiano (Roma, n. 1926 - Roma, † 1990)
- Sergio Ferrentino, regista e conduttore radiofonico italiano (Ivrea, n. 1956)
- Sergio Garrone, regista e sceneggiatore italiano (Roma, n. 1925 - Road Town, † 2023)
- Sergio Giordani, regista e giornalista italiano (Roma, n. 1929 - Roma, † 2006)
- Sergio Gobbi, regista, sceneggiatore e produttore cinematografico italiano (Milano, n. 1938)
- Sergio Grieco, regista e sceneggiatore italiano (Codevigo, n. 1917 - Roma, † 1982)
- Sergio Japino, regista, autore televisivo e coreografo italiano (Ventotene, n. 1952)
- Sergio Leone, regista, sceneggiatore e produttore cinematografico italiano (Roma, n. 1929 - Roma, † 1989)
- Sergio Martino, regista e sceneggiatore italiano (Roma, n. 1938)
- Sergio Micheli, regista e storico del cinema italiano (Siena, n. 1930 - Siena, † 2015)
- Sergio Mimica-Gezzan, regista statunitense (Zagabria, n. 1956)
- Sergio Nasca, regista e sceneggiatore italiano (Roma, n. 1937 - Roma, † 1989)
- Sergio Pastore, regista, sceneggiatore e giornalista italiano (Cosenza, n. 1932 - Roma, † 1987)
- Sergio Renán, regista cinematografico, sceneggiatore e attore argentino (Buenos Aires, n. 1933 - Buenos Aires, † 2015)
- Sergio Spina, regista, autore televisivo e sceneggiatore italiano (Milano, n. 1928 - Roma, † 2017)
- Sergio Sollima, regista, sceneggiatore e critico cinematografico italiano (Roma, n. 1921 - Roma, † 2015)

## Registi teatrali(1)
- Sergio Maifredi, regista teatrale, drammaturgo e direttore artistico italiano (Genova, n. 1966)

## Religiosi(2)
- Sergio, religioso russo (Arzamas, n. 1867 - Mosca, † 1944)
- Sergio, religioso russo (Tula, n. 1820 - San Pietroburgo, † 1898)

## Restauratori(1)
- Sergio Fusetti, restauratore italiano (Galatina, n. 1952)

## Rugbisti a 15(6)
- Sergio Appiani, rugbista a 15 italiano (Calvisano, n. 1963)
- Sergio Barilari, rugbista a 15 e allenatore di rugby a 15 italiano (Roma, n. 1924 - Roma, † 2018)
- Sergio Carossio, ex rugbista a 15 e fisioterapista argentino (Buenos Aires, n. 1962)
- Sergio Lanfranchi, rugbista a 15 e allenatore di rugby a 15 italiano (Parma, n. 1925 - Barjols, † 2000)
- Sergio Parisse, ex rugbista a 15 e allenatore di rugby a 15 italiano (La Plata, n. 1983)
- Sergio Zorzi, ex rugbista a 15 e allenatore di rugby a 15 italiano (Treviso, n. 1964)

## Saggisti(1)
- Sergio Zoppi, saggista e politico italiano (Sesto Fiorentino, n. 1935)

## Scacchisti(2)
- Sergio Bianchi, scacchista italiano (n. 1920 - Firenze, † 1978)
- Sergio Mariotti, scacchista italiano (Firenze, n. 1946)

## Sceneggiatori(3)
- Sergio Amidei, sceneggiatore e produttore cinematografico italiano (Trieste, n. 1904 - Roma, † 1981)
- Sergio Donati, sceneggiatore e scrittore italiano (Roma, n. 1933 - Mentana, † 2024)
- Sergio G. Sánchez, sceneggiatore e regista spagnolo (Oviedo, n. 1973)

## Schermidori(4)
- Sergio Iesi, schermidore italiano (Portogruaro, n. 1912 - Roma, † 1986)
- Sergio Penzo, schermidore cileno (n. 1978)
- Sergio Riveros, ex schermidore cileno
- Sergio Vergara De La Guarda, schermidore cileno (n. 1927 - † 2003)

## Sciatori alpini(2)
- Sergio Bergamelli, ex sciatore alpino italiano (Alzano Lombardo, n. 1970)
- Sergio Filippa, ex sciatore alpino italiano (Gressoney-Saint-Jean, n. 1946)

## Scrittori(23)
- Alan D. Altieri, scrittore, traduttore e sceneggiatore italiano (Milano, n. 1952 - Milano, † 2017)
- Sergio Antonielli, scrittore, critico letterario e italianista italiano (Roma, n. 1920 - Milano, † 1982)
- Sergio Atzeni, scrittore, giornalista e traduttore italiano (Capoterra, n. 1952 - Carloforte, † 1995)
- Sergio Bambarén, scrittore, ingegnere e ambientalista peruviano (Lima, n. 1960)
- Sergio Baratto, scrittore italiano (Abbiategrasso, n. 1973)
- Sergio Bellucci, scrittore e giornalista italiano (Roma, n. 1957)
- Sergio Campailla, scrittore, saggista e critico letterario italiano (Genova, n. 1945)
- Sergio De Santis, scrittore italiano (Napoli, n. 1953)
- Sergio Ferrero, scrittore italiano (Torino, n. 1926 - Lezzeno, † 2008)
- Sergio Grea, scrittore italiano (Genova, n. 1935)
- Sergio Maldini, scrittore e giornalista italiano (Firenze, n. 1923 - Udine, † 1998)
- Sergio Marchi, scrittore italiano (Genova, n. 1956)
- Sergio Nazzaro, scrittore e giornalista italiano (Uster, n. 1973)
- Sergio Nelli, scrittore e filosofo italiano (Fucecchio, n. 1954 - Firenze, † 2022)
- Sergio Claudio Perroni, scrittore, curatore editoriale e drammaturgo italiano (Milano, n. 1956 - Taormina, † 2019)
- Sergio Pitol, scrittore, traduttore e diplomatico messicano (Puebla de Zaragoza, n. 1933 - Xalapa, † 2018)
- Sergio Ramírez, scrittore e politico nicaraguense (Masatepe, n. 1942)
- Sergio Salvi, scrittore e poeta italiano (Firenze, n. 1932 - † 2023)
- Sergio Sant'Anna, scrittore, poeta e drammaturgo brasiliano (Rio de Janeiro, n. 1941 - Rio de Janeiro, † 2020)
- Sergio Saviane, scrittore e giornalista italiano (Castelfranco Veneto, n. 1923 - Castelfranco Veneto, † 2001)
- Sergio Velitti, scrittore e regista teatrale italiano (Avezzano, n. 1932)
- Sergio Vila-Sanjuán, scrittore e giornalista spagnolo (Barcellona, n. 1957)
- Sergio del Molino, scrittore spagnolo (Madrid, n. 1979)

## Scultori(2)
- Sergio Benvenuti, scultore, scenografo e medaglista italiano (Lucca, n. 1932 - Impruneta, † 2015)
- Sergio Zanni, scultore e pittore italiano (Ferrara, n. 1942)

## Sindacalisti(2)
- Sergio Cofferati, sindacalista e politico italiano (Sesto ed Uniti, n. 1948)
- Sergio D'Antoni, sindacalista, politico e dirigente sportivo italiano (Caltanissetta, n. 1946)

## Sociologi(1)
- Sergio Brancato, sociologo, scrittore e sceneggiatore italiano (Napoli, n. 1960)

## Sollevatori(3)
- Sergio De Luca, ex sollevatore sammarinese (n. 1955)
- Sergio Mannironi, ex sollevatore italiano (Bracciano, n. 1967)
- Sergio Massidda, sollevatore italiano (Ghilarza, n. 2002)

## Statistici(1)
- Sergio Della Pergola, statistico e saggista italiano (Trieste, n. 1942)

## Stilisti(2)
- Sergio Rossi, stilista e imprenditore italiano (San Mauro Pascoli, n. 1935 - Cesena, † 2020)
- Sergio Tacchini, stilista, imprenditore e ex tennista italiano (Novara, n. 1938)

## Storici(6)
- Sergio Anselmi, storico italiano (Senigallia, n. 1924 - Senigallia, † 2003)
- Sergio Bertelli, storico italiano (Bologna, n. 1928 - Roma, † 2015)
- Sergio Luzzatto, storico, giornalista e conduttore televisivo italiano (Genova, n. 1963)
- Sergio Roda, storico italiano (Torino, n. 1948)
- Sergio Tanzarella, storico italiano (San Felice a Cancello, n. 1959)
- Sergio Zaninelli, storico e economista italiano (Milano, n. 1929)

## Storici dell'architettura(1)
- Sergio Polano, storico dell'architettura italiano (Livorno, n. 1950 - Cividale del Friuli, † 2022)

## Storici dell'arte(1)
- Sergio Bettini, storico dell'arte italiano (Quistello, n. 1905 - Padova, † 1986)

## Tastieristi(1)
- Rocco Tanica, tastierista, compositore e comico italiano (Milano, n. 1964)

## Tennisti(3)
- Sergio Galdós, ex tennista peruviano (Arequipa, n. 1990)
- Sergio Jacobini, tennista italiano (Roma, n. 1935 - † 2019)
- Sergio Roitman, ex tennista argentino (Buenos Aires, n. 1979)

## Tenori(1)
- Sergio Franchi, tenore e attore italiano (Codogno, n. 1926 - Stonington, † 1990)

## Teologi(2)
- Sergio Quinzio, teologo e aforista italiano (Alassio, n. 1927 - Roma, † 1996)
- Sergio Stiso, teologo italiano (Zollino, n. 1458)

## Terroristi(2)
- Sergio Calore, terrorista e collaboratore di giustizia italiano (Tivoli, n. 1952 - Guidonia Montecelio, † 2010)
- Sergio Segio, ex terrorista, scrittore e saggista italiano (Pola, n. 1955)

## Tuffatori(2)
- Sergio Giovarruscio, tuffatore italiano (Bolzano, n. 1940 - Roma, † 2015)
- Sergio Guzmán, tuffatore messicano (Città del Messico, n. 1991)

## Velisti(3)
- Sergio Furlan, ex velista italiano (Staranzano, n. 1940)
- Sergio Sorrentino, velista italiano (Trieste, n. 1924 - Venezia, † 2017)
- Sergio Quirino Valente, velista e avvocato italiano (Teramo, n. 1954 - Roma, † 2021)

## Velocisti(4)
- Sergio Bello, ex velocista italiano (Verbania, n. 1942)
- Sergio Chianella, velocista e ex bobbista italiano (Terni, n. 1968)
- Sergio D'Asnasch, velocista e giornalista italiano (La Spezia, n. 1934)
- Sergio Ottolina, velocista e bobbista italiano (Lentate sul Seveso, n. 1942 - † 2023)

## Vescovi(1)
- Sergio II di Costantinopoli, vescovo bizantino (Costantinopoli, † 1019)

## Vescovi cattolici(5)
- Sergio Goretti, vescovo cattolico italiano (Città di Castello, n. 1929 - Assisi, † 2012)
- Sergio Melillo, vescovo cattolico italiano (Avellino, n. 1955)
- Sergio Pagano, vescovo cattolico e religioso italiano (Bargagli, n. 1948)
- Sergio Pintor, vescovo cattolico italiano (Oristano, n. 1937 - Oristano, † 2020)
- Sergio Pola, vescovo cattolico italiano (Treviso, n. 1674 - Treviso, † 1748)

## Vescovi cristiani orientali(1)
- Sergio, vescovo cristiano orientale siro (Samarra, † 872)

## Vescovi ortodossi(1)
- Sergio I di Gerusalemme, vescovo ortodosso bizantino († 855)

## Wrestler(1)
- Sergio Benítez, ex wrestler e religioso messicano (San Agustín Metzquititlán, n. 1945)

## Senza attività specificata(13)
- Sergio Cappelli, ex politico italiano (Savona, n. 1950)
- Sergio De Simone, italiano (Napoli, n. 1937 - Amburgo, † 1945)
- Sergio Pappalettera, grafico, designer e direttore artistico italiano (Milano, n. 1961)
- Sergio Rossi, ex politico italiano (Rovato, n. 1952)
- Sergio Salazar, ex pentatleta messicano (Città del Messico, n. 1973)
- Sergio VII di Napoli, duca († 1137)
- Sergio IV di Napoli, duca (Napoli, † 1036)
- Sergio III di Napoli, duca (Napoli, † 998)
- Sergio VI di Napoli, duca
- Sergio II di Napoli, duca (Roma)
- Sergio V di Napoli, duca (Napoli)
- Sergio Stivaletti, effettista, regista e sceneggiatore italiano (Roma, n. 1957)
- Sergio Urrego, colombiano (Bogotà, n. 1997 - Bogotà, † 2014)